# Aránydetektor
Az aránydetektor egy olyan áramkör, amivel frekvenciamodulált jelet lehet demodulálni.
Az aránydetektor jellegzetessége, hogy amplitúdó-határoló képessége is van, így a demodulátor után nem kell külön amplitúdóhatárolót alkalmazni.

## Felépítése[1]
P1 – P2 kapocs: az aránydetektor bemenete, P1 -en a jel, P2-n a földpotenciál
A C4 kondenzátor egy leválasztókondenzátor, értéke nem kritikus, a vivőfrekvencián kis impedanciája legyen.
A C3-R2-L1 egy RLC rezgőkör, ami a bemeneti jel középfrekvenciára letranszponált vivőfrekvenciájára van hangolva. A C3-L1 tagok végzik a hangolást, az R2 ellenállás pedig lerontja a rezgőkört, ezáltal megnövelve a rezgőkör sávszélességét. A rezgőkör jóságát olyan mértékben kell csökkenteni, hogy a feldolgozandó csatorna frekvenciatartományának minden pontján hasonló mértékű legyen a rezonanciája. Egy FM rádió hangcsatornája általában 180 kHz szélességű, vagyis az aránydetektornak ilyen széles frekvenciatartományt kell átfognia.
Az L1 tekercs induktív csatolásban van az L2-L3 tekercsekkel. Az L2-L3 tekercs tekercs induktivitása egyenlő, és eredő induktivitásuk megegyezik az L1 tekercsel. Az L2-L3 tekercsek rezgőkört alkotnak a C1 kondenzátorral, és mivel ez rezgőkör is a vivőfrekvenciára van hangolva, így a C1 kondenzátor kapacitása megegyezik a C3 kondenzátor kapacitásával.
A C2 kondenzátor értéke akkora, hogy a vívőfrekvencián rövidzárként működik. Tehát:
- ha a bemeneten modulálatlan vivőfrekvencia van (alapállapot), akkor a D1 és a D2 diódán egyenlő erősségű áram folyik, ilyenkor az L2-L3 tekercs egyensúlyban van.
- ha a vívőfrekvencia modulált, és a frekvenciájának pillanatnyi értéke növekszik, akkor a D1 diódán nagyobb áram kezd folyni, ennek következtében az L2-L3 tekercs közös pontján megemelkedik a feszültség az alapállapothoz képest.
- ha a vívőfrekvencia modulált, és frekvenciájának pillanatnyi értéke csökken, ilyenkor a D2 diódán kezd nagyobb áram folyni, ennek következtében az L2-L3 tekercs közös pontján lecsökken a feszültség az alapállapothoz képest.

Belátható, hogyha egy szinuszosan modulált vívőfrekvencia van a bemeneten, akkor az L2-L3 tekercs közös pontján megjelenik a szinuszos feszültségingadozás. Az R1 ellenállás a rendszer linearitását biztosítja, és amplitúdó-határoló szerepe is van.
Az L2-L3 tekercs közös pontján nemcsak a demudulált jel mérhető, hanem még tartalmazza a nagyfrekvenciás komponenst is. Az L4 tekercs induktivitása akkorára van méretezve, hogy a vivőfrekvencián nagy ellenállást képezzen, viszont a demodulált jelet átengedje.
Az R3-C5 RC tag kiszűri a maradék nagyfrekvenciás komponenst.
Az R4-C6 RC tag utóelnyomást, úgynevezett deem-fázist végez.
A P3 – P4 ponton van a rendszer kimenete, itt jelenik meg a demodulált jel.